# Dean Lowry
Dean Vincent Lowry (Rockford, 9 giugno 1994) è un giocatore di football americano statunitense che milita nel ruolo di defensive end per i Pittsburgh Steelers della National Football League (NFL).

## Carriera

### Green Bay Packers
Al college, Lowry giocò a football alla Northwestern University dal 2012 al 2015. Fu scelto nel corso del quarto giro (137º assoluto) del Draft NFL 2016 dai Green Bay Packers. Nella sua prima stagione disputò 15 partite, nessuna delle quali come titolare, con 8 tackle e 2 sack.
Nella settimana 13 della stagione 2017, Lowry fu premiato come difensore della NFC della settimana per la sua prestazione contro i Tampa Bay Buccaneers in cui recuperò un fumble del quarterback avversario Jameis Winston ritornando il pallone per 62 yard in touchdown.

### Minnesota Vikings
Nel marzo 2023 Lowry firmó con i Minnesota Vikings.

### Pittsburgh Steelers
Il 1º aprile 2024 Lowry firmò con i Pittsburgh Steelers.

## Palmarès
- Difensore della NFC della settimana:

13ª del 2017